# Iquique
Iquique é uma comuna da província de Iquique, localizada na Região de Tarapacá, Chile. Possui uma área de 2.262,4 km² e uma população de 166.204 habitantes (2002). Iquique é capital da província de Iquique e da Região de Tarapacá.
Pertenceu ao Peru
até 1883, quando foi dado ao Chile pelo Tratado de Ancón após a Guerra do Pacífico.
Iquique se destaca por seus Monumentos Nacionais e suas praias. Entre as mais belas se encontram: Primeras Piedras, Brava, Cavancha e Huayquique. A cidade é muito frequentada por turistas atraídos, além das praias, pelos Cassinos, Museu Regional, Naval e Antropológico, assim como pelos edifícios históricos, como o Palácio Astoreca e o Teatro Municipal.
Próximo a Iquique é possível encontrar o Parque Nacional Volcán Isluga, com abundante flora e fauna e povos de culturas ancestrais.

## Esportes
A cidade de Iquique possui um clube no Campeonato Chileno de Futebol, o Club de Deportes Iquique que joga de mandante no Estádio Tierra de Campeones.

## Cidades Irmãs
- Campo Grande, Brasil
- São Borja, Brasil